# Quận Chautauqua, Kansas
Quận Chautauqua là một quận thuộc tiểu bang Kansas, Hoa Kỳ.
Quận này được đặt tên theo quận Chautauqua, New York. Theo điều tra dân số của Cục điều tra dân số Hoa Kỳ năm 2000, quận có dân số 4359 người. Quận lỵ đóng ở Sedan.6